# ستيوارت باين
ستيوارت باين (بالإنجليزية: Stuart Paine)‏ هو ضابط أمريكي، ولد في 18 أكتوبر 1910 في دورهام في الولايات المتحدة، وتوفي في 13 مارس 1961.